# Stadion Belvedere
Stadion Belvedere (špa. Estadio Belvedere) višenamjenski je stadion u glavnom gradu Urugvaja Montevideu. Uglavnom se koristi za nogometne susrete i domaće utakmice gradskog kluba Liverpoola. Stadion ima 8.500 sjedala, ali s montažnim tribinama može imati kapacitet i od 10.000 mjesta.
Stadion se gradio tijekom 1909., te je 4. srpnja iste godine svečano i otvoren. Isprva je do 1938. godine pripadao drugom gradskom klubu, Montevideo Wanderersu.
15. kolovoza 1910. Urugvajska nogometna reprezentacija odigrala je povijesnu utakmicu protiv Argentine, u kojoj su prvi put nosili dresove s plavo-bijelim vodoravnim linijama (jersey) prema uzoru na urugvajsku zastavu. Utakmica je završila pobjedom Argentine 3:1, koja je također nosila tri plavo-bijele linije na dresovima, za razliku od devet urugvajskih.